# Kersbeek
Kersbeek je naselje v občini Kortenaken na vzhodu belgijske province Flandrijski Brabant.  

## Znane osebnosti
• Gaston Geens (1931-2002), prvi ministrski predsednik regije Flandrija.